# Alberto Montellanos
Alberto Montellanos Huertas (1899–1955) est un footballeur péruvien qui évoluait au poste d'attaquant.

## Biographie

### Carrière en club
Grande figure de l'Alianza Lima des années 1920 et 1930, Alberto Montellanos – surnommé Hombre culebra (« l'homme-serpent ») – remporte cinq championnats du Pérou au sein du club Blanquiazul en 1927, 1928, 1931, 1932 et 1933.
Il se fait connaître en marquant un but à 20 m de distance dans la lucarne droite de la cage défendue par le célèbre gardien espagnol Ricardo Zamora lors d'un match amical entre l'Alianza Lima et l'Espanyol de Barcelone, le 30 août 1926.

### Carrière en équipe nationale
International péruvien, Alberto Montellanos dispute quatre matchs en équipe nationale entre 1927 et 1935. Il prend part aux championnats sud-américains de 1927 (un but marqué face à la Bolivie) et 1935 (un but marqué face au Chili).

#### Buts en sélection
| Buts en sélection d'Alberto Montellanos | Buts en sélection d'Alberto Montellanos | Buts en sélection d'Alberto Montellanos | Buts en sélection d'Alberto Montellanos | Buts en sélection d'Alberto Montellanos | Buts en sélection d'Alberto Montellanos | Buts en sélection d'Alberto Montellanos |
|                                         | Date                                    | Lieu                                    | Adversaire                              | Score                                   | Résultat                                | Compétition                             |
| --------------------------------------- | --------------------------------------- | --------------------------------------- | --------------------------------------- | --------------------------------------- | --------------------------------------- | --------------------------------------- |
| 1.                                      | 13 novembre 1927                        | Estadio Nacional, Lima (Pérou)          | Bolivie                                 | 3-2                                     | 3-2                                     | CA 1927                                 |
| 2.                                      | 26 janvier 1935                         | Estadio Nacional, Lima (Pérou)          | Chili                                   | 1-0                                     | 1-0                                     | CA 1935                                 |

## Palmarès

### En club
Alianza Lima
- Championnat du Pérou (5) :
  - Champion : 1927, 1928,  1931, 1932 et 1933.